# Helga Hieden-Sommer
Helga Hieden-Sommer (* 11. März 1934 in Villach; † 19. April 2025 in Klagenfurt) war eine österreichische Politikerin (SPÖ) und Soziologin. Hieden-Sommer war Mitglied des Bundesrates und Abgeordnete zum Nationalrat.

## Leben
Helga Hieden-Sommer besuchte nach der Volksschule zwischen 1945 und 1953 das Bundesrealgymnasium Villach und absolvierte danach von 1953 bis 1954 die Bundeslehrerbildungsanstalt in Innsbruck. Sie unterrichtete zwischen 1955 und 1963 an Volks- und Hauptschulen im Bezirk Villach, studierte zwischen 1957 und 1958 an der University of Kansas in Lawrence und absolvierte von 1964 bis 1969 ein Studium der Psychologie, Völkerkunde und Soziologie an der Universität Wien. 1969 promovierte Hieden-Sommer zur Doktorin und war danach ab 1969 Professorin an der Pädagogischen Akademie des Bundes in Kärnten.
Hieden-Sommer wirkte ab 1979 als Vorsitzende des Landesfrauenkomitees und war Mitglied des Landesparteivorstandes der SPÖ Kärnten und vertrat die SPÖ zwischen dem 11. Juni 1979 und dem 31. Mai 1983 sowie vom 18. Dezember 1987 bis zum 30. November 1988 im Bundesrat, wobei sie in der zweiten Hälfte des Jahres 1987 den Vorsitz im Bundesrat innehatte. Zudem war sie vom 1. Juni 1983 bis zum 16. Dezember 1986 sowie vom 1. Dezember 1988 bis zum 4. November 1990 Abgeordnete zum Nationalrat.
Sie starb am 19. April 2025 in Klagenfurt.

## Auszeichnungen
- 1987: Großes Silbernes Ehrenzeichen mit dem Stern für Verdienste um die Republik Österreich[3]